# 러셀 백작

러셀 백작의 문장. 베드포드 공작의 문장을 변형한 것이다.

러셀 백작(Earl Russell)은 영국 귀족의 하나이다. 1861년 7월 30일에 제6대 베드포드 공작 존 러셀의 삼남 존 러셀이 서임받은 것이 그 유래이다.